# Edane
Edane is een plaats in de gemeente Arvika in het landschap Värmland en de provincie Värmlands län in Zweden. De plaats heeft 742 inwoners (2005) en een oppervlakte van 168 hectare. De plaats ligt aan de noordwest oever van het meer Värmeln.

## Verkeer en vervoer
Bij de plaats loopt de Riksväg 61.
De plaats heeft een station aan de spoorlijn Charlottenberg - Laxå.